# Jessica Varnish
Jessica Varnish (ur. 19 listopada 1990 w Bromsgrove) – brytyjska kolarka torowa, trzykrotna medalistka mistrzostw świata i czterokrotna medalistka mistrzostw Europy.

## Kariera
Pierwszy sukces w karierze Varnish osiągnęła w 2007 roku, kiedy zdobyła złoty medal w keirinie na mistrzostwach Europy juniorów, a w tej samej kategorii wiekowej na mistrzostwach świata była druga w sprincie indywidualnym. Podczas mistrzostw Europy w Pruszkowie w 2010 roku była druga w sprincie drużynowym. Rok później, na mistrzostwach Europy w Apeldoorn była najlepsza w tej samej konkurencji, a na mistrzostwach świata w Apeldoorn wspólnie z Victorią Pendleton zdobyła w tej konkurencji brązowy medal. Ponadto podczas mistrzostw świata w Melbourne w 2012 roku zdobyła kolejny brązowy medal, tym razem w wyścigu na 500 m, w którym lepsze okazały się tylko Australijka Anna Meares oraz Niemka Miriam Welte. Kolejne dwa medale zdobyła podczas mistrzostw Europy w Apeldoorn w 2013 roku, gdzie zarówno w sprincie indywidualnym jak i drużynowym zajmowała trzecie miejsce. Na mistrzostwach świata w Cali w 2014 roku wspólnie z Rebeccą James zdobyła brązowy medal w sprincie drużynowym.